# Parafia Nawiedzenia Najświętszej Maryi Panny w Przyjaźni
Parafia Nawiedzenia Najświętszej Maryi Panny w Przyjaźni – parafia rzymskokatolicka, administracyjnie należąca do archidiecezji wileńskiej, znajdująca się w dekanacie ignalińskim. 